# Gare d'Imabari
La gare d'Imabari (今治駅, Imabari-eki) est une gare ferroviaire située à Imabari, dans la préfecture d'Ehime au Japon. Elle est exploitée par la JR Shikoku.

## Situation ferroviaire
La gare d'Imabari est située au point kilométrique (PK) 144,9 de la ligne Yosan.

## Histoire
La gare d'Imabari a été inaugurée le 11 février 1924.

## Service des voyageurs

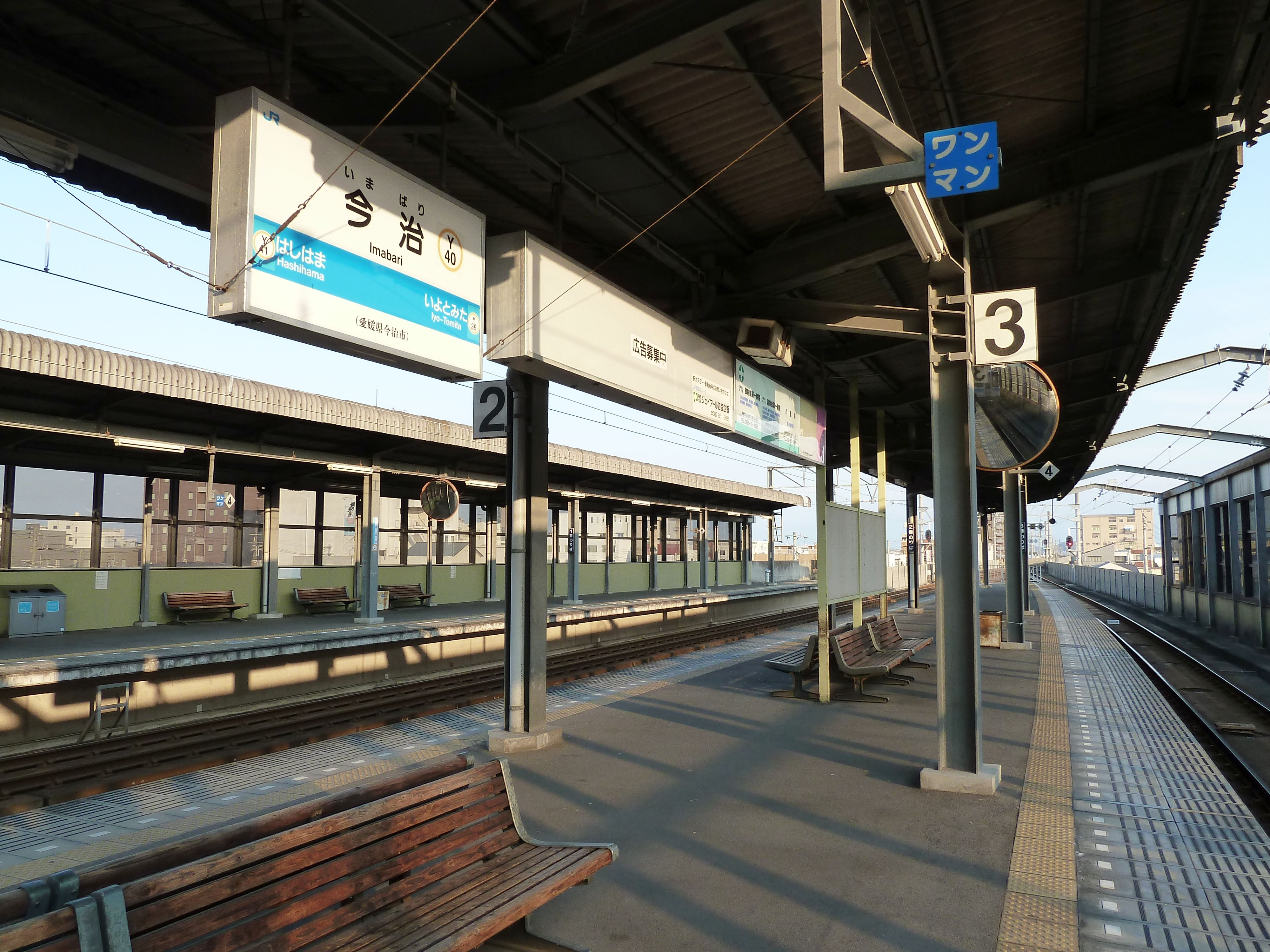
Vue des quais

### Accueil
La gare dispose d'un bâtiment voyageurs, avec guichets, ouvert tous les jours.

### Desserte
- Ligne Yosan :
  - voies 1 et 3 : direction Niikama, Takamatsu et Okayama
  - voies 1 à 3 : direction Matsuyama